# Seregno Foot-Ball Club 1950-1951
Questa voce raccoglie le informazioni riguardanti il Seregno Foot-Ball Club nelle competizioni ufficiali della stagione 1950-1951.

## Rosa
| N. |                   | Ruolo | Calciatore      |
| -- | ----------------- | ----- | --------------- |
|    | Italia (bandiera) | A     | Pietro Barzaghi |
|    | Italia (bandiera) | A     | Remo Bianchi    |
|    | Italia (bandiera) | A     | Aldo Birolini   |
|    | Italia (bandiera) | A     | Aldo Boffi      |
|    | Italia (bandiera) | D     | Enrico Brustia  |
|    | Italia (bandiera) | P     | Ottavio Bugatti |
|    | Italia (bandiera) | A     | Guido Castellan |
|    | Italia (bandiera) | C     | Piero Cereda    |
|    | Italia (bandiera) | D     | Eugenio Cestari |
|    | Italia (bandiera) | A     | Ugo Colombo     |
|    | Italia (bandiera) | A     | Franco Danova   |

| N. |                   | Ruolo | Calciatore            |
| -- | ----------------- | ----- | --------------------- |
|    | Italia (bandiera) | P     | Alessandro Galimberti |
|    | Italia (bandiera) | A     | Emilio Lavezzari      |
|    | Italia (bandiera) | C     | Franco Magri          |
|    | Italia (bandiera) | P     | Angelo Mariani        |
|    | Italia (bandiera) | D     | Francesco Paredi      |
|    | Italia (bandiera) | C     | Angelo Pirovano (I)   |
|    | Italia (bandiera) | A     | Enrico Pirovano (II)  |
|    | Italia (bandiera) | C     | Giuseppe Santamato    |
|    | Italia (bandiera) | A     | Giuseppe Secchi       |
|    | Italia (bandiera) | D     | Fortunato Speziali    |
|    | Italia (bandiera) | C     | Ildefonso Trombetta   |

## Risultati

### Campionato

#### Girone di andata
| 10 settembre 1950 1ª giornata | Seregno | 2 – 0 | Catania |  |

| 17 settembre 1950 2ª giornata | Seregno | 2 – 3 | Messina |  |

| 24 settembre 1950 3ª giornata | Salernitana | 3 – 1 | Seregno |  |

| 20 dicembre 1992 4ª giornata | Seregno | 5 – 2 | SPAL |  |

| 8 ottobre 1950 5ª giornata | Pisa | 1 – 0 | Seregno |  |

| 6 dicembre 1981 6ª giornata | Seregno | 3 – 1 | Anconitana |  |

| 22 ottobre 1950 7ª giornata | Modena | 4 – 0 | Seregno |  |

| 29 ottobre 1950 8ª giornata | Seregno | 0 – 1 | Treviso |  |

| 5 novembre 1950 9ª giornata | Verona | 2 – 1 | Seregno |  |

| 19 novembre 1950 11ª giornata | Legnano | 7 – 0 | Seregno |  |

| 26 novembre 1950 12ª giornata | Seregno | 1 – 1 | Livorno |  |

| 20 settembre 1998 13ª giornata | Venezia | 3 – 0 | Seregno |  |

| 10 dicembre 1950 14ª giornata | Seregno | 1 – 2 | Reggiana |  |

| 17 dicembre 1950 15ª giornata | Fanfulla | 4 – 0 | Seregno |  |

| 24 dicembre 1950 16ª giornata | Seregno | 1 – 1 | Spezia |  |

| 31 dicembre 1950 17ª giornata | Siracusa | 2 – 2 | Seregno |  |

| 7 gennaio 1951 18ª giornata | Seregno | 3 – 0 | Cremonese |  |

| 14 gennaio 1951 19ª giornata | Vicenza | 2 – 0 | Seregno |  |

| 21 gennaio 1951 20ª giornata | Brescia | 2 – 0 | Seregno |  |

| 28 gennaio 1951 21ª giornata | Seregno | 2 – 1 | Bari |  |

#### Girone di ritorno
| 4 febbraio 1951 22ª giornata | Catania | 2 – 0 | Seregno |  |

| 11 febbraio 1951 23ª giornata | Messina | 1 – 0 | Seregno |  |

| 18 febbraio 1951 24ª giornata | Seregno | 0 – 1 | Salernitana |  |

| 25 febbraio 1951 25ª giornata | SPAL | 4 – 0 | Seregno |  |

| 4 marzo 1951 26ª giornata | Seregno | 1 – 2 | Pisa |  |

| 11 marzo 1951 27ª giornata | Anconitana | 2 – 1 | Seregno |  |

| 18 marzo 1951 28ª giornata | Seregno | 2 – 0 | Modena |  |

| 25 marzo 1951 29ª giornata | Treviso | 3 – 0 | Seregno |  |

| 1º aprile 1951 30ª giornata | Seregno | 1 – 1 | Verona |  |

| 15 aprile 1951 32ª giornata | Seregno | 2 – 1 | Legnano |  |

| 22 aprile 1951 33ª giornata | Livorno | 2 – 0 | Seregno |  |

| 29 aprile 1951 34ª giornata | Seregno | 0 – 0 | Venezia |  |

| 6 maggio 1951 35ª giornata | Reggiana | 0 – 0 | Seregno |  |

| 13 maggio 1951 36ª giornata | Seregno | 3 – 1 | Fanfulla |  |

| 20 maggio 1951 37ª giornata | Spezia | 1 – 1 | Seregno |  |

| 27 maggio 1951 38ª giornata | Seregno | 1 – 1 | Siracusa |  |

| 3 giugno 1951 39ª giornata | Cremonese | 0 – 0 | Seregno |  |

| 10 giugno 1951 40ª giornata | Seregno | 1 – 0 | Vicenza |  |

| 17 giugno 1951 41ª giornata | Seregno | 3 – 1 | Brescia |  |

| 24 giugno 1951 42ª giornata | Bari | 2 – 2 | Seregno |  |